# Imre Asztrik Várszegi
Imre Asztrik Várszegi O.S.B. (Sopron, 26 de janeiro de 1946) é um Archabbot aposentado da Abadia Territorial Beneditina Húngara de Pannonhalma

## Vida
Imre Asztrik Várszegi ingressou no Beneditino - Archabbey a Pannonhalma (Martinsberg) e emitiu a profissão perpétua em 15 de agosto de 1965. Após sua formação teológica, foi ordenado sacerdote em 29 de janeiro de 1971. De 1971 a 1976 estudou história e alemão para lecionar na Budapest Loránd Eötvös University e trabalhou como professor até 1988. Em 1985 ele recebeu seu doutorado em história e em 1997 em filosofia.
Em 1988, o Papa João Paulo II o nomeou bispo titular de Culusi e bispo auxiliar na Arquidiocese de Esztergom-Budapeste. Foi ordenado episcopado em 11 de fevereiro de 1989 pelo Arcebispo de Esztergom, Cardeal László Paskai OFM ; Os co- consagradores foram László Dankó, bispo de Kalocsó, e István Seregély, arcebispo de Eger. Seu lema é Deus, fortitudo mea ( “Deus, força minha” ).
De 1989 a 1991 foi secretário da Conferência Episcopal Húngara e reitor do seminário central. Em 1991 foi eleito Archabbot da Abadia Beneditina de Pannonhalma, e novamente em 2009 para um mandato de nove anos. Ele desenvolveu a Abadia Beneditina de Pannonhalma (Martinsberg) em um importante centro de reuniões internacionais.
De 2001 a 2011/12 foi também Delegado do Abade Primaz para a Congregação Beneditina Eslava. Em 2006 foi comissionado pela Conferência Episcopal Húngara para dirigir a "Fundação Ödön-Lenard", que tem a tarefa de pesquisar a Igreja e o comunismo na era comunista.
Em novembro de 2017, Imre Asztrik Várszegi anunciou que se retiraria da gestão da Abadia de Pannonhalma. O Papa Francisco aceitou sua renúncia em 16 de fevereiro de 2018.